# Gion Mathias Cavelty

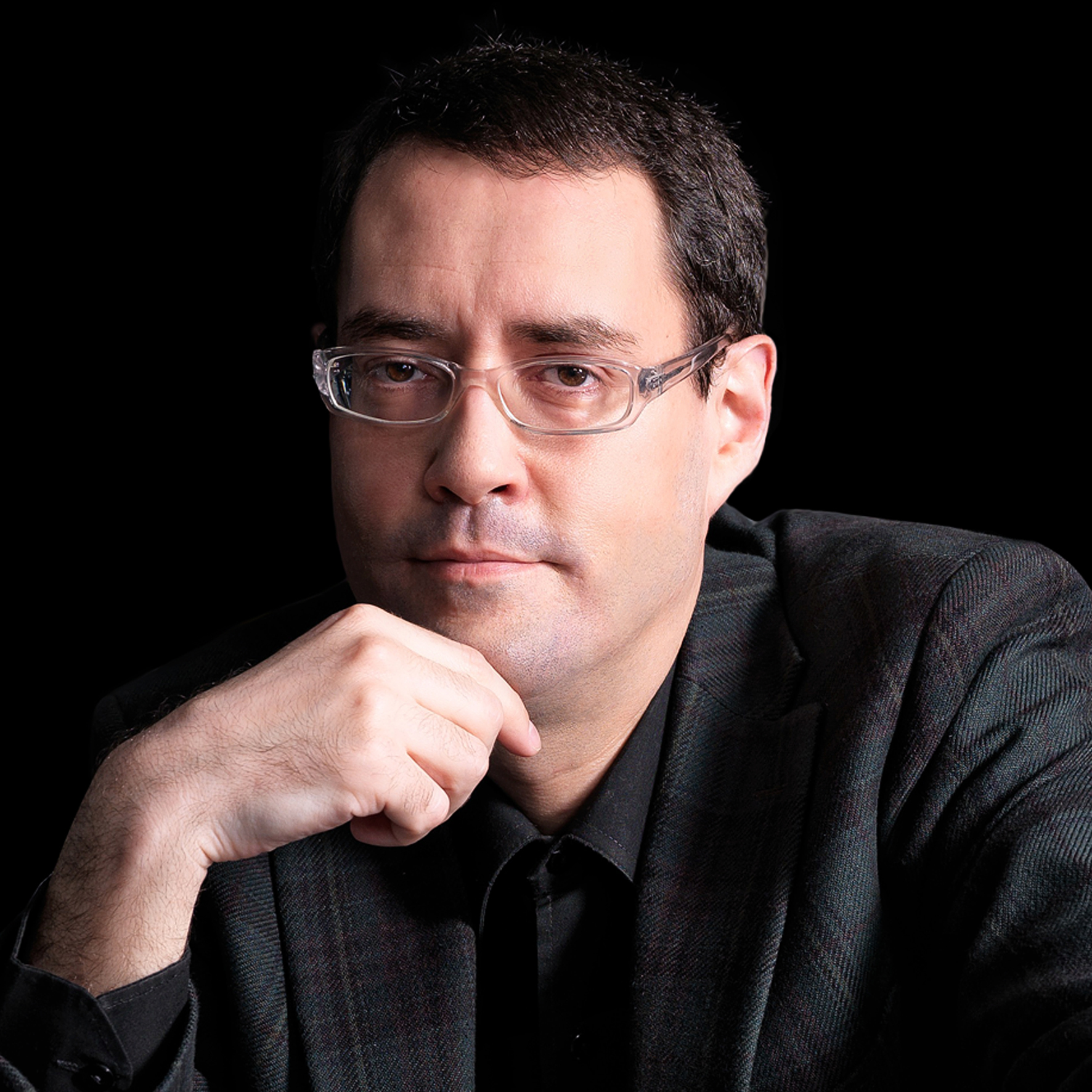
Gion Mathias Cavelty

Gion Mathias Cavelty (Chur, 4 april 1974) is een Zwitserse schrijver.

## Leven
Gion Mathias Cavelty is de zoon van de politicus en advocaat Luregn Mathias Cavelty. Vanaf 1993 studeerde hij Italiaans en Reto-Romaans op de universiteiten van Fribourg en Zürich. Tegenwoordig is hij gedomicilieerd in Zürich.
Cavelty is de auteur van een romantrilogie waarin zich diverse literaire invloeden mengen. Zijn meest succesvolle boek was "Endlich Nichtleser" (eindelijk niet-lezer). Het is een parodie op vraagbaken hoe "Stoppen met roken" van Allen Carr. Het doel lijkte te zijn om de lezer van de literatuur te ontwennen.  
Hij schrijft regelmatig voor de satireschrift Nebelspalter. Tot februari 2009 heeft hij de column "Fernsehkritik der reinen Vernunft" (televisiekritiek van de zuivere rede) in de weekblad Die Weltwoche geschreven. Hij schrijft ook voor de krant Blick.
Een artikel over Piero Esteriore heeft deze zanger zeer geërgerd - op 4 oktober 2007 is hij met zijn moeders Mercedes in de voordeur van het gebouw van de Ringier AG gereden.
Cavelty houdt van heavy metal en is op zijn schouder getatoeëerd met de woorden "Death or Glory".